# Alifatická sloučenina

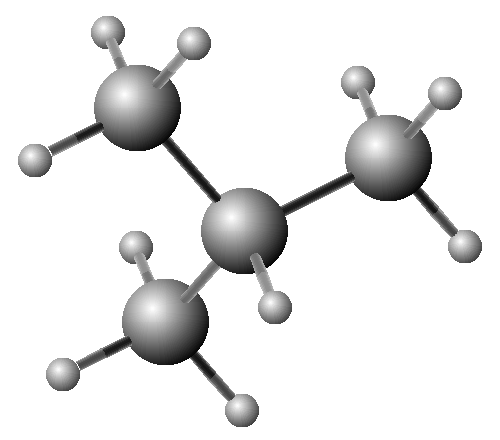
Isobutan

Alifatické sloučeniny jsou organické sloučeniny, které jsou tvořeny atomy uhlíku propojenými do větvených nebo nevětvených řetězců a nejsou aromatické. Nejjednodušší alifatickou sloučeninou je methan (CH4). Alifatické sloučeniny mohou kromě uhlíku obsahovat vodík, kyslík, dusík, síru, halogeny a další prvky.

## Alifatické uhlovodíky
Alifatické uhlovodíky jsou alifatické (tedy nearomatické) sloučeniny tvořené pouze atomy uhlíku a vodíku. Mohou být nasycené (alkany) i nenasycené (alkeny, alkyny). Příkladem je methan, ethan, isobutan či acetylen.

## Alicyklické uhlovodíky
Alicyklické uhlovodíky jsou uhlovodíky s uzavřeným uhlíkovým řetězcem, které však nesplňují pravidla aromaticity. Pokud jsou nasycené, jedná se o cykloalkany, např. cyklopropan, cyklobutan, cyklopentan a cyklohexan. Jsou-li nenasycené, jedná se o cykloalkeny (cyklopenten, cyklopentadien...) nebo cykloalkyny (pokud mají alespoň jednu trojnou vazbu).